# NGC 96
NGC 96 est une galaxie lenticulaire située dans la constellation d'Andromède. NGC 96 a été découverte par l'astronome français Guillaume Bigourdan en 1884.

## Caractéristiques
Sa vitesse par rapport au fond diffus cosmologique est de 5 846 ± 32 km/s, ce qui correspond à une distance de Hubble de 86,2 ± 6,1 Mpc (∼281 millions d'al).